# Heinrich Hanneken
Heinrich Hanneken (* 1. Mai 1931 in Esterwegen; † 1. April 2018 in Osnabrück) war ein deutscher römisch-katholischer Geistlicher und Domherr des Doms St. Peter in Osnabrück.

## Leben
Heinrich Hanneken empfing nach seiner theologischen Ausbildung in Münster und St. Georgen in Frankfurt am Main am 22. Dezember 1956 in Osnabrück die Priesterweihe und war zunächst als Kaplan in Hamburg tätig. 1962 wurde er Geistlicher Rektor der Katholischen Landvolkshochschule Oesede in Georgsmarienhütte. 1972 übernahm er die Pfarrstelle in Freren.
Von 1976 bis 1989 hatte er die Leitung des Personalressorts im Bistum Osnabrück inne. 1979 wurde in das Domkapitel gewählt und von Bischof Helmut Hermann Wittler zum Domkapitular an der Osnabrücker Kathedralkirche ernannt. 1995 wurde er von Bischof Franz-Josef Bode zum stellvertretenden Generalvikar ernannt. 2001 ging er in den Ruhestand. Er war langjähriger Seelsorger in der Osnabrücker Domgemeinde.
Des Weiteren engagierte er sich als bischöflicher Beauftragter für die Ständigen Diakone und die Leiter von priesterlosen Gottesdiensten, als Diözesandirektor des Päpstlichen Werkes der Glaubensverbreitung sowie des Päpstlichen Missionswerkes der Kinder, Geistlicher Beirat des Zentralverbandes katholischer Kirchenangestellter und Diözesanvertreter der bischöflichen Hilfswerke Misereor und Renovabis.
Hanneken war von 1964 bis 2013 Autor und Sprecher von plattdeutschen und hochdeutschen Morgenandachten im NDR-Hörfunk. Er verstarb am Ostersonntag 2018 im Alter von 86 Jahren und wurde auf dem Osnabrücker Domherrenfriedhof beigesetzt.